# SiTB E 3/3 Nr. 3 und 4
Als E 3/3 Nr. 3 und 4 werden zwei Tender-Dampflokomotiven bezeichnet, die 1897 von der Sihltalbahn (SiTB) angeschafft wurden.
Die Lokomotive wurde von der Schweizerischen Lokomotiv- und Maschinenfabrik (SLM) in Winterthur bezogen. Der Verkaufspreis wird mit 38.300 Schweizer Franken angegeben.
Sie sind von den ab 1894 an die NOB gelieferten E 3/3 abgeleitet.

## Geschichte
Die Lokomotiven würden in Hinblick auf die Streckenverlängerung von Sihlwald nach Sihlbrugg angeschafft. Denn man wollte den Anschluss an die Bahnstrecke Thalwil–Zug, die 1897 als Gotthard-Zubringer eröffnet wurde, nicht verpassen.

## Technisches
Die zweite Achse war der Triebradsatz, während die erste und dritte Achse als Kuppelradsatz ausgeführt waren. Als Steuerung war eine normal lange Walschaertssteuerung eingebaut. Sei besass kurze Triebstangen und eine Umsteuerung mit Handrad.
Auf dem Kessel befand sich der Dampfdom mit Sicherheitsventil und der Sanddom. Die beiden Sandrohre führten nur vor die Triebachse und wirkten somit nur in Vorwärtsfahrt gut.
Die Blattfedern waren über dem Umlaufblech angeordnet und stützten sich mit dem Federbund über eine Stange auf dem Achslager ab. Zwischen der ersten und zweiten Feder war ein Ausgleichshebel angebracht.
Als Druckluftbremse war eine Westinghouse-Bremse eingebaut, sie funktionierte sowohl als automatische Bremse für den ganzen Zug sowie ab 1912 als Regulierbremse nur auf die Lokomotive. Es waren vierklötzige Spindelbremsen eingebaut, auf dieselben Bremsklötze wirkte auch die Luftbremse. Die zweite und dritte Achse waren einseitig gebremst. Die Luftpumpe war seitlich an der Rauchkammer angebracht. Sie wurde 1911 gegen eine leistungsfähigere ersetzt. Der Luftbehälter war unter dem Führerstand angebracht.
Die Lokomotivpfeife befand sich auf dem Führerstanddach.
In den Jahren 1898/99 wurde ein Rauchverbrenner des System Langer eingebaut. Zu dieser Zeit wurde auch ein Radreifenspritzapparat eingebaut. Die Art der Spurkranzschmierung half den Verschleiss zu reduzieren.

## Betriebliches
Die Lokomotiven führten bis zur Elektrifizierung alle Zuggattungen. Nach 1924 dienten sie als Rangierlokomotiven. Mit der Inbetriebnahme des Em 3/3 Nr. 11 1962 wurden die beiden Lokomotiven ausrangiert.

## Verbleib
Beide Lokomotiven wurden nach der Ausrangierung nicht verschrottet, sondern im Jahr 1965 als Spielplatzlokomotiven aufgestellt.
Die Nr. 3 kam nach Horgen auf den Spielplatz Tannenbach, wo sie 1988 entfernt und anschliessend verschrottet wurde.
Die Nr. 4 kam nach Adliswil, wo sie beim Schulhaus Werd aufgestellt wurde. 2015 musste sie aus Sicherheitsgründen entfernt werden. Nach einer äusserlichen Überarbeitung, steht sie nun als Denkmallokomotive beim Bahnhof Sihlwald.